# Дзісніти (Вармінсько-Мазурське воєводство) (Ельблонзький повіт)
Дзісніти (пол. Dziśnity, нім. Dosnitten) — село в Польщі, у гміні Рихлики Ельблонзького повіту Вармінсько-Мазурського воєводства.
У 1975-1998 роках село належало до Ольштинського воєводства.